# Krepitation
Krepitation (lateinisch Crepitatio ‚rasseln‘, ‚knirschen‘) ist eine medizinische Bezeichnung für
1. das schmerzhafte, hör- und fühlbare Aneinanderreiben von Frakturteilen (als sicheres Frakturzeichen),
2. das nicht zwangsläufig schmerzhafte, aber hör- und fühlbare Gelenkknirschen (bspw. ein Schnappen von Sehnen-, Bänder- oder Gewebeteilen über einen Knochenvorsprung oder ein Aneinanderreiben von Gelenkpartnern bei fortgeschrittener Arthrose),
3. das auskultatorische Knistern oder Knisterrasseln im Anfangs- und Endstadium einer Lungenentzündung,
4. das knirschende (auch als „Schneeballknirschen“ bezeichnete) Geräusch beim Betasten (Palpation) eines Hautemphysems.

Als Pseudokrepitation oder „Schneeballknirschen“ bezeichnet man die Geräusche, die durch entzündungsbedingte Fibrinablagerungen in Sehnenscheiden, Gelenken und Schleimbeuteln, in Gelenken auch durch losgelöste Knorpelfragmente entstehen.